# التلفزيون والراديو الباسكي

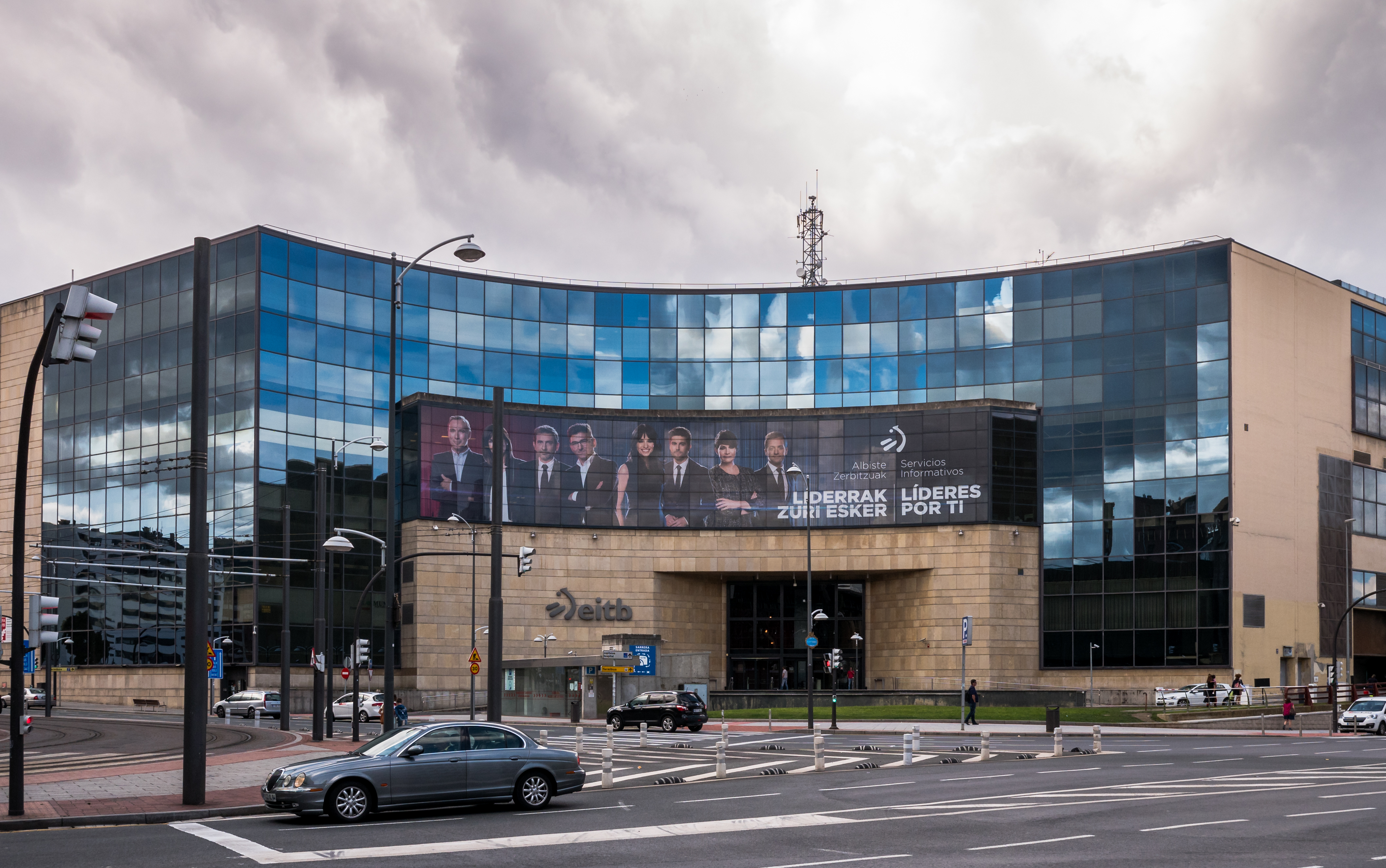
مقر راديو وتلفزيون الباسك في بلباو

تلفزيون و راديو الباسك (راديو وتلفزيون الباسك ؛ اختصار EITB ، ذو العلامة التجارية eitb ) هي خدمة البث العامة لمجتمع الباسك المستقل ، والتي تبث في جميع أنحاء إقليم الباسك . علامتها التجارية الرئيسية هي Euskal Telebista ( ETB ، التلفزيون الباسكي).
راديو وتلفزيون الباسك هي المجموعة الإعلامية الرّائدة في إقليم الباسك المتمتع بالحكم المستقل في إسبانيا ولها خمس قنوات تلفزيونية محلّية وست محطات إذاعية . يتم بث قنواتهم أيضًا في جميع أنحاء إقليم الباسك ، وللشعوب في المناطق المجاورة مثل بورغوس (في قشتالة وليون )، وكانتابريا ، وهويسكا وسرقسطة (في أراغون )، ولاريوخا ، ومنطقة البيرينيه غير الناطقة باللغة الباسكية- يمكن لـ جيال البرانس الأطلسية (في فرنسا ) أيضًا الحصول على الإشارة. تم تشغيلها منذ عام 1982م وخلال هذه الفترة أثبتت نفسها كمؤسسة إعلامية كبرى، حيث تتواصل مع أكثر من مليون شخص يوميًا. تتناول غالبية برامج EITB الإذاعية الأخبار المحليّة والترفيهية .

## تاريخ
في إسبانيا الفرانكوية ، كان لحركة الباسك السرّية صوت مستقل من خلال راديو أوسكادي، الذي كان يعمل على الموجات القصيرة من قارتين. 
في 20 مايو 1982م ، وافق برلمان الباسك بالإجماع على القانون لإنشاء راديو وتلفزيون الباسك وفي 23 نوفمبر، بدأت قناة الراديو راديو أوسكادي [الإنجليزية] ETB 1 ، البث من مقرّها، وصلت إلى الأسر الباسكية في منتصف ليل 31 ديسمبر 1982م مع عرض قدمه Basque ليندا كاري كارلوس جارايكوتكسيا وتم تنظيم برامجها بدءًا من 16 فبراير من العام التالي. في ذلك الوقت كان حوالي 30 شخصًا يعملون في مركز ETB في إيوريتا لتقديم البرامج باللغة الباسكية حصريًا.
بعد عدة سنوات، بدأت قناة ETB 2 ، القناة التلفزيونية الرئيسية الثانية، عملياتها في 31 مايو 1986م بالبث باللغة الإسبانية ، وفي الوقت الحاضر لديها قناتان دوليتان أخريان. وبعد التوصل إلى اتفاق بين سوجيكابل وراديو وتلفزيون الباسك، تمكنت 87 مليون أسرة في جميع أنحاء أوروبا من التقاط ETB Sat من القمر الصناعي استرا منذ مايو 2001م. أطلقت الشركة أيضًا قناة فاسكو ، وهي وسيلة موجهة خصيصًا للأمريكتين ، حيث وصلت إلى المشاهدين من خلال شركات الأقمار الفضائية والكابلات الأمريكية. تم دمج كلاهما في راديو وتلفزيون الباسك في أوائل عام 2021م.
بعد افتتاح التلفزيون الأرضي الرقمي ، سمحت الحكومة الباسكية لـ راديو وتلفزيون الباسك بإنشاء قناتين تلفزيونيتين رقميتين جديدتين.  الأول، ETB 3 ، بدأ البث في أكتوبر 2008م ،  ويقدم برامج للأطفال والشباب باللغة الباسكية . الثانية، ETB 4 ، كان من المتوقع في البداية أن تكون قناة إخبارية ثنائية اللغة، ولكن تم إعادة تعريفها لاحقًا على أنها قناة رياضية .  تم تأجيل إطلاقه ولكن تم إطلاق ETB 4 رسميًا في 29 أكتوبر 2014م .
تمتلك مجموعة راديو وتلفزيون الباسك أيضًا خمس محطات إذاعية مع أكثر من 300,000 مستمع يوميًا - راديو أوسكادي [الإنجليزية] ، تلفزيون أوسكادي [الإنجليزية] ، و راديو فيتوريا [الإنجليزية] ، و بلاد الباسك الشبابية [الإنجليزية] ، و EITB موسيقى [الإنجليزية] ، على التوالي.

## رحلة إيبيريا 610
في التاسع عشر من فبراير 1985م ، تحطمت طائرة أيبيريا رقم 610 ، وهي طائرة بوينغ 727 متجهة من مدريد إلى بلباو، بهوائي راديو وتلفزيون الباسك أثناء اقترابها من مطار بلباو ، مما تسبب في مقتل جميع ركاب الطائرة البالغ عددهم 148 راكبًا. 

## الميزانية
قام مجتمع الباسك برفع ميزانيته لعام 2015 م إلى 124.6 مليون يورو مقارنة بـ 107.6 مليون يورو في العام السابق. 

## الخلافات
كان كل من راديو وتلفزيون الباسك EITB و التلفزيون الباسكي ETB في حالة من الصراع و الجدل حول محتواهما وإنتاجهما السمعي البصري.

### صراعاتراديو وتلفزيون الباسك(2017)
في عام 2017، بثت قناة ETB 1 برنامجًا بعنوان أنا الباسكي، وأنت؟ وكانت إحدى الحلقات التي تم بثها قد أثارت الكثير من الجدل بسبب بعض التصريحات التي صدرت فيها.   تم استنكار هذا الجدل من قبل اتحاد بابيلو نافارو (UPN)، والحزب الشعبي (PP) و كوفيت ، الذين أعلنوا أنهم سيرفعون الأمر إلى المحاكم وطلبت المفوضية الأوروبية و الحزب الاشتراكي لإقليم الباسك – يسار إقليم الباسك من المجتمع العام محاسبته.  حتى أن الأمر وصل إلى مجلس الشيوخ الإسباني. أخيرًا كان على راديو وتلفزيون الباسك أن يعتذر عن ذلك. 

### بيتيزو(2022)

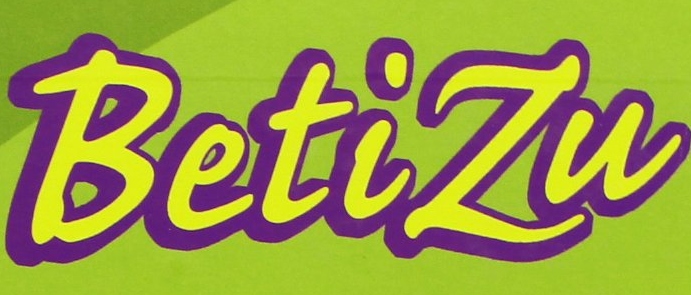
شعار بيتيزو

في عام 2022 نشأ جدل صغير مع برنامج بيتيزو (2001-2011)م. نجوم بيتيزو (المقدمون، الممثلون، المغنون، إلخ) كانوا من الأطفال والمراهقين ( نجوم أطفال ). و عند وصولهم سن الرشد تحدث بعض النجوم عن المعاملة التي تلقوها في البرنامج عند تسجيله.
كانت المغنية ومقدمة البرامج زوريني هيدالغو واحدة من النجمات العديدات، حيث بدأت منذ أن كان عمرها 11 عامًا. في عام 2022م، أدركت كشخص راشد أنه لم يكن من السهل أن تكون طفلة صغيرة في البرنامج وانتقدت البرنامج وقناة ETB 1 لحقائق معينة، معلنة أنها " عانت من التمييز في مواقف تتراوح بين طريقة ارتدائها". إلى طريقة معاملتهم لها ". 

## خدمات

### قنوات تلفزيونية
- ETB 1 – قناة عامة باللغة الباسكية.
- ETB 2 – قناة عامة باللغة الإسبانية.
- ETB 3 – قناة الشباب باللغة الباسكية.
- ETB 4 – قناة ترفيهية ثنائية اللغة باللغتين الإسبانية والباسكية.
- ETB Sat – قناة عالمية، باللغتين الباسكية والإسبانية.
- قناة فاسكو – قناة دولية تستهدف أمريكا اللاتينية، باللغتين الباسكية والإسبانية.

### محطات الإذاعة
- راديو أوسكادي [الإنجليزية] – محطة إذاعية إخبارية / صوتية باللغة الباسكية
- راديو أوسكادي [الإنجليزية] – محطة إذاعية أخبارية / صوتية باللغة الإسبانية
- راديو فيتوريا [الإنجليزية] – محطة إذاعية أخبارية / صوتية تستهدف مدينة فيتوريا فيتوريا باللغة الإسبانية
- الشاب [الإنجليزية] – محطة إذاعية موسيقية باللغة الباسكية تستهدف الشباب
- موسيقى راديو وتلفزيون الباسك [الإنجليزية] – محطة إذاعية للموسيقى الثقافية والناعمة باللغتين الباسكية والإسبانية

## روابط خارجية
- الموقع الرسمي
 (بالبشكنشية)
- الموقع الرسمي
 (بالإسبانية)
- الموقع الرسمي
 (بالفرنسية)